# 恥丘
恥丘（ちきゅう、別名：ヴィーナスの丘）とは、一般的に女性の陰裂上部の緩やかな盛り上がり（隆起）を指すことが多い。

## 概要
生物学的女子特有の形であり恥骨が内部から張り出す事で隆起を形成し、女性の生殖器を外的衝撃から保護する。思春期になると、恥丘と大陰唇の皮下脂肪が多くなり、より膨隆する。
なお、外性器は小児期や性成熟期や老年期までの生涯の各時期により変化する。
俗に「土手」「モリマン」とも。

## 男性
男性にも恥丘の部位は存在するが、身体機能上に女児や最も女性ほど盛り上がりが無く分かりづらい。位置としては女性同様、指で少し押すと恥骨に当たる部分（男性器のすぐ上）である。
先述したように女性の生殖器いわゆる婦人科器系を外的衝撃から保護するために存在するものであるが、主に男女間で挿入の伴う性行為を行う際に正常位で行われる事が多いため、その時に発生する男性からのピストン運動による衝撃から守るのに役立っている。